# Bajor Tibor (labdarúgó)
Bajor Tibor (Budapest, 1969. január 2. –) labdarúgó, csatár, edző.

## Pályafutása

### Labdarúgóként
1977-ben kapusként kezdte a játékot BLSZ-csapatoknál, majd a Bp. Honvéd utánpótlás csapatának lett igazolt játékosa, immár csatár poszton 1982-ben. A serdülő korosztálytól az ifjúságiakon át egészen a Honvéd tartalék csapatáig jutott. Neve az utánpótlás válogatottnál is felmerült. Edzője Novák József, míg az utánpótlás vezető Tichy Lajos volt. Felnőtt játékos azonban már az NB III-as Érdi VSE csapatában lett, majd a katonai szolgálatát töltötte kölcsönjátékosként a Honvéd Ságvári SE egyesületében. Az érdi csapatban 1989 és 1993 között minden évben házi gólkirály volt, 1993-ban pedig bajnoki címet is nyert a Duna-parti csapattal. Négy éves érdi szereplése után a szintén harmadosztályú Szigetszentmiklóshoz igazolt, ahol bajnoki bronzérmes lett. Egy évvel később már a Dorog játékosaként folytatta. A bányászvárosban két egymást követő évben is megnyerték a Magyar Kupa Megyei döntőjét és az országos főtáblára kerülve is jól szerepeltek, mindkét alkalommal a legjobb 16 közé jutásért játszhattak. Az Újpest elleni visszavágón az ő góljával nyert a Dorog. 1997-ben bajnoki címet nyertek az NB III-ban, majd a sikeres osztályozóval az NB I/B-be jutottak. Dorogon a szurkolók kedvence lett, akik külön rigmusba is foglalták. Az évad során fontos góljaival járult hozzá a végleges sikerhez, sőt helyi sporttörténelmet is írhatott volna, ugyanis a Dorog már Csákvár elleni rangadón bebiztosíthatta volna a bajnoki címet, amennyiben nyer. A mérkőzés nagy részében szinte egykapuztak a dorogiak és a legjobb lehetőségeket is kihagyták, majd az utolsó percben 11-eshez jutottak. A büntetőt Bajor végezte el, azonban kihagyta, így egy héttel később ünnepelhettek csak. Két egymást követő sikeres évet követően nagy reményekkel vágtak neki az NB I/B-s bajnoki szereplésnek, ám éppen egykori csapata, az Érd ellen súlyosan megsérült, amely alaposan visszavetette pályafutását. 1998-ban az alacsonyabb osztályban szereplő Baracska csapatához került, majd ugyan ez év őszén újra visszatért Dorogra, de már csak ritkán kapott játéklehetőséget. 1999-től megyei csapatoknál folytatta. Előbb a Fót csapatával végeztek veretlenül a tabella második helyén, majd Tápiószecső, Dunaharaszti, Perbál és újra Dunaharaszti voltak az egyesületei, végül 2010-ben Pécelen fejezte be az aktív játékot, ahol egy ízben bajnoki ezüstérmet is nyert. 1992 és 1994 között futsal játékos is volt az első osztályú bajnokságban. 1994-ben a Gyöngyösön megrendezésre kerülő országos bajnokság gólkirálya volt. 2009-től a Pécel öregfiúk csapatával rendszeresen szerepel a Pest megyei bajnokságban, ahol két bajnoki cím mellett két ezüstéremmel is büszkélkedhet.

### Edzőként
2007-től tevékenykedik edzőként. Elsőként a péceli klub utánpótlás csapatát vezette végső győzelemre, 2009-től pedig átvette a felnőtt csapat irányítását is. 2011 és 2013 között a Hernád vezetőedzője volt, 2014 óta pedig az NB III-as Maglódot vezeti.

## Sikerei, díjai

### Labdarúgóként
Az Érd játékosaként:
- Bajnoki cím - NB III. (1993)
- Bajnoki ezüstérmes - NB III. (háromszor)

Az SZTK játékosaként:
- Bajnoki bronzérem - NB III. (1994)
- NB III-as labdarúgó teremtorna gólkirály (1994)

A Dorog játékosaként:
- Bajnoki cím - NB III. (1997)
- Sikeres osztályozó - NB I/B-be jutás (1997)
- Kétszeres Magyar Kupa Megyei Kupa-győztes (1996, 1997)

A Fót játékosaként:
- Bajnoki ezüstérem - Megye I. (1999)

A Pécel játékosaként:
- Bajnoki ezüstérmes - Megye II.

Futsal játékosként:
- Országos gólkirály - 1994

### Edzőként
- Bajnoki cím - Pécel U19 (2009)

## Érdekesség
- 1996 nyár végén egy újságcikk jelent meg a bajnokság 3. fordulójában, miszerint Bodó László mesterhármasával nyert a Dorog idegenben, de Honti mester a következő mérkőzésen nem játszatta kezdő tizenegyben a gólszerzőt. Miféle extra teljesítmény kell még Dorogon ahhoz, hogy egy mesterhármast elérő játékos meg sem felel? - kritizált a cikk írója. Néhány nappal később Honti sarkalatos választ adott, miután reagált a cikkre, amikor azt nyilatkozta, hogy természetesen az a játékos, aki mesterhármast lő egy meccsen, annak helye van a csapatban és ennek megfelelően kezdőként lépett pályára az elmúlt forduló hőse, Bajor Tibor, ugyanis mint kiderült és a túlbuzgó újságíró tévesen tudott, hogy nem Bodó, hanem Bajor lőtte mindhárom dorogi gólt.[2]
- 1997 áprilisában a MALÉV SC elleni bajnoki mérkőzésen egy vagonra való helyzetet hagytak ki a dorogi csapat játékosai, közte Bajor az öt és felesről is a kapufát találta telibe. Már-már úgy tűnt képtelenek azon a meccsen betalálni, amikor az utolsó percekben egy beadást Bajor a kapunak háttal állva ollózva juttatott a bal alsó sarokba.[3]
- Szerepelt a 2011 májusában lejátszott 100 évesek találkozója jegyében megrendezett gálamérkőzésen, ahol a centenáriumát ünneplő két egyesület csapata, a Pécel és a Vasas SC mérkőzött meg egymással.

## Családja
Két fiú édesapja. Mindkét gyermeke igazolt labdarúgó. Idősebb fia Tibor, az RTK labdarúgója, a fiatalabb gyermeke Tamás, az Grund 1986 FC-Buzsáki Ákos Sportiskola csapatában játszott, edzője Orosz Ferenc volt, 2013 óta pedig a Budapest Honvéd FC játékosa.